# Mathieu Montcourt
Mathieu Montcourt (* 4. März 1985 in Paris; † 6. Juli 2009 in Boulogne-Billancourt) war ein französischer Tennisspieler.

## Leben und Karriere
Montcourt nahm 2006, 2007 und 2009 an den French Open teil und stieß dort jeweils in die zweite Runde vor. Zuletzt hatte er Ende Juni 2009 beim Challenger-Turnier in Rijeka das Halbfinale erreicht. Der seit 2009 als Profi spielende Montcourt belegte Platz 119 der ATP-Weltrangliste.
2008 wurde er zu einer Geldstrafe von 12.000 Dollar verurteilt und für acht Wochen gesperrt, da er zwischen Juni und September 2005 Tenniswetten abgeschlossen hatte. Der Internationale Sportgerichtshof CAS reduzierte die Sperre später um zwei Wochen, weil Montcourt bei 36 Matches insgesamt nur 192 Dollar gesetzt und dabei auch nicht auf eigene Spiele gewettet hatte.
Am 6. Juli 2009 wurde er in Boulogne-Billancourt von seiner Freundin tot aufgefunden. Nach einer vorläufigen Obduktion ging man von einem Herzinfarkt als Todesursache aus, Medikamente und Drogen wurden nicht gefunden.
Es gab zudem keine Hinweise, die einen gewaltsamen Tod des Athleten nahegelegt hätten.

## Erfolge
| Legende (Anzahl der Siege)                  |
| Grand Slam                                  |
| ATP World Tour Finals                       |
| ATP World Tour Masters 1000                 |
| ATP World Tour 500                          |
| ATP International Series ATP World Tour 250 |
| ATP Challenger Tour (3)                     |

| Nr. | Datum           | Turnier            | Belag     | Finalgegner    | Ergebnis      |
| --- | --------------- | ------------------ | --------- | -------------- | ------------- |
| 1.  | 22. Januar 2007 | Durban             | Hartplatz | Rik De Voest   | 5:7, 6:3, 6:2 |
| 2.  | 29. Juni 2008   | Reggio nell’Emilia | Sand      | Pablo Andújar  | 2:6, 6:2, 6:4 |
| 3.  | 3. August 2008  | Tampere            | Sand      | Flavio Cipolla | 6:2, 6:2      |